# ОШ „Бранислав Петровић” Слатина
ОШ „Бранислав Петровић” Слатина, насељеном месту на територији града Чачка, основана је 1869. године.
Школа је све до 2004. године носила  назив „Десимир Капларевић”. Данас школа носи назив по познатом књижевнику који је из овог краја Браниславу Петровићу.
Поред матичне школе у Слатини, настава се одржава и у издвојеним одељењима у местима: Качулице, Жаочани, Премећа.